# Sazlık, Toprakkale
Sazlık là một xã thuộc huyện Toprakkale, tỉnh Osmaniye, Thổ Nhĩ Kỳ. Dân số thời điểm năm 2010 là 297 người.